# 10. kongres Občanské demokratické strany
10. kongres ODS se konal 4. – 5. prosince 1999 v Liberci.

## Dobové souvislosti a témata kongresu
Kongres se konal poprvé od sněmovních voleb roku 1998, v nichž ODS obhájila svou pozici nejsilnější pravicové strany, ale prohrála s ČSSD, s níž pak uzavřela takzvanou opoziční smlouvu a tolerovala jednobarevnou menšinovou vládu ČSSD. Kongres ODS měl být vyjádřením stabilizace strany po otřesech na přelomu let 1997-1998 (takzvaný sarajevský atentát, následný rozkol a utvoření Unie svobody). V personální oblasti nedošlo k výrazné obměně vedení strany. Pouze na post místopředsedy nastoupil Petr Nečas místo Miroslava Beneše. Kongres konstatoval, že vedení ODS má pokračovat v jednáních s ČSSD, KDU-ČSL a Unií svobody o vytvoření většinové vlády (takzvaná varianta supervelké koalice), kterou kongres považoval za nejlepší možný výsledek takových jednání (ve skutečnosti ale tato varianta nebyla realizována a tolerance vlády ČSSD ze strany ODS trvala až do konce funkčního období roku 2002). Kongres také vyzval k izolaci komunistů a odsoudil ty místní organizace ODS, které v samosprávných sborech spolupracují s KSČM. Podpořil posilování pozice Česka v NATO a vstup České republiky do EU při respektování národních zájmů. Na jaro roku 2000 svolal ideovou konferenci ODS, kde se měly detailně probrat některé programové otázky.

## Personální složení vedení ODS po kongresu
- Předseda – Václav Klaus
- Místopředsedové – Libuše Benešová, Ivan Langer, Miroslav Macek, Petr Nečas
- Výkonná rada ODS – Miroslav Beneš, Milan Cabrnoch, Zdeňka Horníková, Jaroslav Jurečka, Jan Klas, Milan Kondr, Jan Koukal, Jaroslav Kubera, Dagmar Lastovecká, Ctirad Otta, Martin Říman, Přemysl Sobotka, Zdeněk Švrček, Evžen Tošenovský, Vladislav Vilímec, Oldřich Vlasák, Miloš Vystrčil, Tom Zajíček[2]